# Влади Антоневич
Влади Антоневич (Vlady Antonevicz, ивр. ולאדי אנטונביץ‎) — израильский кинорежиссёр, автор документального фильма-расследования «Кредит на убийство» о российских неонацистах.

## Биография
Родился в Баку. В 11 лет семья иммигрировала в Израиль.
Служил снайпером в элитном спецподразделении Дувдеван (דובדבן 217) в период Второй Интифады.
В 2008 году oкончил иерусалимскую киношколу имени Сэм Шпигеля (Sam Spiegel Film & TV School). Имеет степень B.F.A. Дипломный документальный фильм «Лукоморье» (In the Company of a Dead Cat) о русскоязычных жителях Тель-Авивского парка стал лауреатом кинопремии лучшего дебюта года в израильском документальном кино. Kульминацией фильма стала сцена, в которой режиссёр, защищая героиню, ударил одного из персонажей фильма.
В 2009 отказался оплатить штраф за выгул собаки (породы чихуахуа) без ошейника, выбрав альтернативу предложенную судьёй: 25-дневное заключение в тюремном изоляторе, что вызвало бурную реакцию в обществе так как суточное содержание Антоневича под стражей обошлось стране дороже чем первоначальный штраф. С резкой критикой решения судьи выступила газета Гаарец: «Прогулка (Антоневича) с чивавой обошлась налогоплательщикам в 6000 шекелей».

## «Кредит на убийство»
Из фильма «Кредит на убийство» (2015), видеокомментария к фильму (т. н. «Красные флажки» на Youtube) и многочисленных интервью Антоневича начиная с 2015 года, прослеживаются четыре основных вывода его расследования жестокого двойного убийства в лесу, более известного под названием «Казнь таджика и дага»:
1. Непосредственное участие в убийстве Шамиля Одаманова и неустановленного человека в синей куртке, принимали члены неонацистских группировок Формат18 и НСО, в частности:
  - Максим Марцинкевич («Tесак»)
  - Сергей Коротких («Mалюта», «Боцман»),
  - Дмитрий Германович Румянцев.
2. Антоневич подчёркивает особую роль Сергея Коротких в этом убийстве: Именно он резал голову Шамилю Одаманову. Mарцинкевич (наряду с Коротких), по словам Антоневича, являлся организатором убийства и принимал в нём участие, но сам не убивал. В августе 2021 года СК РФ выдвинул обвинения против Сергея Коротких по делу об этом убийстве[13].
3. По мнению Антоневича, Сергей Коротких являлся агентом-провокатором в ультраправой среде, цель которого была заполучить компромат на Дмитрия Румянцева (лидера НСО) для последующего контроля НСО в преддверии президентских выборов 2008 года.
4. Антоневич проводит прямую связь между этим убийством и вспыхнувшей полгода спустя волной убийств на межнациональной почве в преддверии президентских выборов 2008 года, когда всего за два месяца в Москве были убиты свыше 49 человек. Ключевую роль в этой волне убийств сыграли члены НСО. По мнению Антоневича волна убийств являлась спланированной провокацией для запугивания общества перед выборами.

В интервью интернет-изданию Meduza Антоневич подтвердил слухи о том что после расследования он направил письмо на имя Президента РФ Владимира Путина с просьбой обратить внимание на это убийство после чего был приглашён для дачи показаний в СК
Фильм «Кредит на убийство» получил специальный приз на X международном фестивале документального кино «Артдокфест», приз зрительских симпатий на Рижском международном кинофестивале, приз за лучшую режиссёрскую работу на фестивале ДокАвив и приз за лучшую операторскую работу от Israeli Documentary Film Awards .

## «Красные флажки»
После смерти Тесака режиссёр выпустил видеокоментарии («Красные флажки») к фильму, общей длительностью два часа, в которых он более детально излагает свои выводы:
1. Флажок 1: «Изнасилование журналистки Ольги»[18]
2. Флажок 2 «Ляп Великого Дракона»[19]
3. Флажок 3: «Мистер Х»[20]
4. Флажок 4: «Молчаливая Свидетельница»[21]
5. Флажок 5: «Муки Святого Юрия»[22]

Известно о планах Антоневича выпустить 6-й флажок («Огненная Стрела»).

## Разное
- В октябре 2020 года между известным юристом и ютюбером Марком Фейгиным и Влади Антоневичем произошла онлайн перепалка после того как Фейгин взял, по мнению Антоневича, слишком «мягкое» интервью у Сергея Коротких[13]. Антоневич закончил своё видеообращение к Фейгину словами: «Господин Фейгин, вы все что я лично ненавижу в евреях»[23]. В ответ Марк Фейгин назвал Антоневича агентом ФСБ[источник не указан 1358 дней].
- В августе 2021 года СК выдвинул обвинения против Сергея Коротких в убийстве «двух и более человек», совершенных группой лиц по мотивам политической, идеологической, расовой, национальной или религиозной ненависти[13].